# Тоџу Тувинци
Тоџу Тувинци, Тоџу Тувијанци, Тоџански Тувинци или Тоџијанци (сопствено име: Тугалар или Тухалар; ру Тувинцы-тоджинцы, Тоджинцы) су туркијска подгрупа Тувинаца који живе у тоџинској области Републике Тува. 
Тоџу Тувинци су сточари који узгајају ирвасе.

## Језик
Језик Тоџу Тувинаца је поддијалекат источног или северног дијалекта тувинског језика.